# Encañizadas

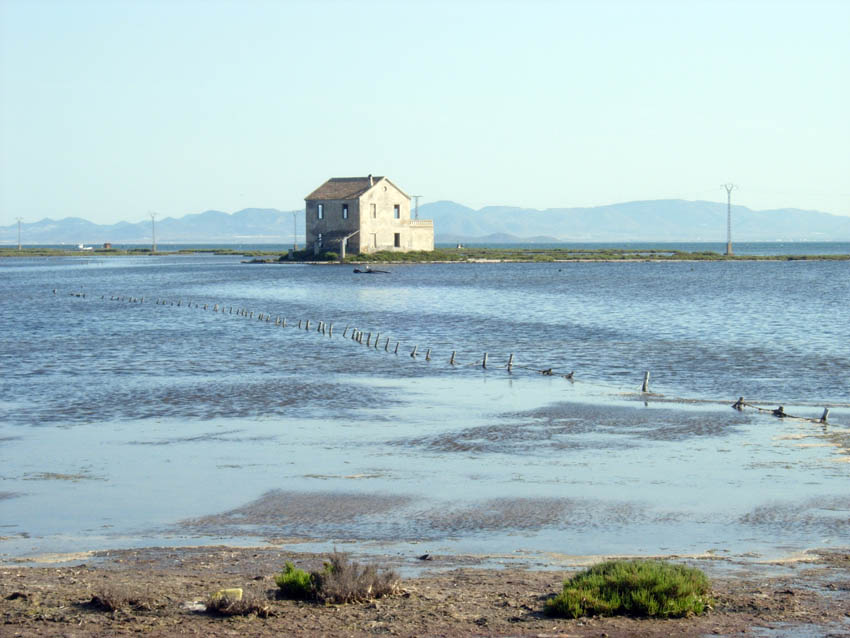
Zona en la que se encuentran las encañizadas desde el Mar Menor.

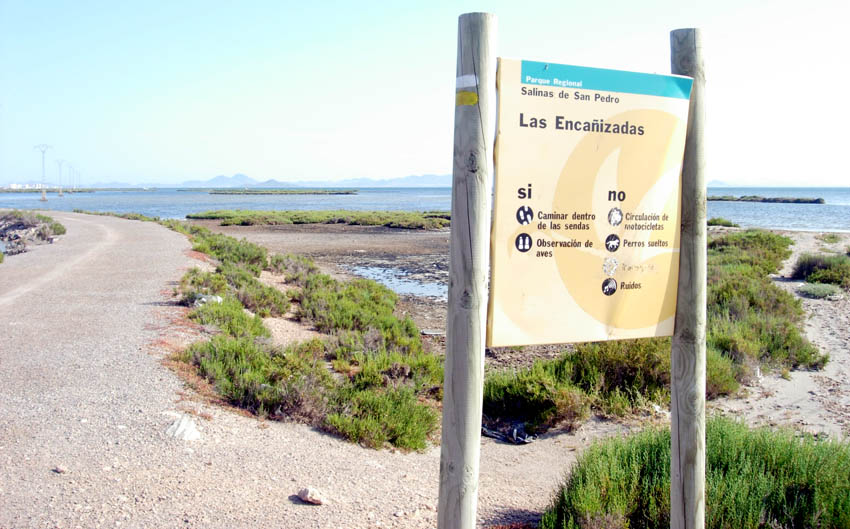
Señal indicadora de la entrada en la zona de encañizada, en Punta de Algas, Parque Natural de Las Salinas.

Las encañizadas son un modo de pesca artesanal utilizado en las lagunas litorales.
La Encañizada de la Torre y la Encañizada del Ventorrillo, situadas junto a los islotes del mismo nombre en el municipio de San Javier y en los límites del espacio natural de Salinas y Arenales de San Pedro del Pinatar y entre el Mar Menor y el Mediterráneo, son las dos únicas que se mantienen instaladas en España. 
En el Mar Mediterráneo existen otras en la laguna de Bardawil, en la costa de Egipto.

## Descripción
El fundamento se encuentra en las costumbres migratorias de algunos peces entre el Mediterráneo y sus lagunas costeras
El arte de pesca consiste en formar laberintos circulares en los que entran los peces pero no salen; estos laberintos se construyen con cañas y redes. De este modo se puede capturar algunas especies como la dorada, el mújol y en menores cantidades el magre, y el lenguado.
Se trata de un sistema que es muy selectivo con las especies y localizado en el tiempo de trabajo, proporcionando gran cantidad de ejemplares.

## Historia
Es una forma o arte de pescar bastante antigua, ya se tiene constancia de su uso por los árabes en la Edad Media. A lo largo de la historia la pesca en el Mar Menor se puede considerar uno de los recursos tradicionales de pesca en la zona, siendo las encañizadas junto al empleo de barcos con vela latina dos de sus señas características. En 1933 existían cuatro industrias dedicadas a su explotación.
Las únicas que permanecen instaladas en la parte occidental del Mar Mediterráneo son la encañizada de la torre y la encañizada del ventorrillo, estando situadas junto a los islotes del mismo nombre, en una de las golas (entradas/salidas de agua) del Mar Menor, perteneciendo al municipio de San Javier, que se pusieron de nuevo en funcionamiento (la primera, en 1995). Desde el siglo XV hasta comienzos del siglo XX existieron otras encañizadas a lo largo de La Manga del Mar Menor entre ellas se puede destacar la de Marchamalo que se situó en el canal o gola abierta de modo artificial para la explotación pesquera de la misma siendo la excepción al empleo de las golas naturales para la pesca.
También existieron instalaciones similares en el Albufera de Elche, la Albufera de Valencia y el Delta del Ebro.